# Israel Sign Language
Die Israel Sign Language (ISL, Israelische Gebärdensprache, auch Shassi) ist die meistgenutzte Gebärdensprache in Israel. In Israel wird z. B. aber auch die Al-Sayyid-Beduinen-Gebärdensprache benutzt.
Der Ursprung der ISL geht auf die Gründung der Israelitischen Taubstummenanstalt 1873 in Deutschland durch Markus Reich zurück. Da sie damals als eine der besten Institutionen ihrer Art galt, war sie bei gehörlosen Kindern jeder Konfession beliebt. 1932 eröffneten dann mehrere Lehrer dieser Schule eine Schule für gehörlose Kinder in Jerusalem.
Die Gebärdensprache dieser Schule wurde von der benutzten Gebärdensprache an der deutschen Schule stark beeinflusst. Durch zusätzliche Einflüsse von anderen Gebärdensprachen formte sich langsam die ISL. Wegen des Einflusses der Gebärdensprache aus Deutschland, wird die ISL auch zu den Deutschen Gebärdensprachen gezählt.
Am 29. November 2020 beschloss die Israelische Regierung, an der Akademie für die Hebräische Sprache eine Stelle zur Bewahrung und Weiterentwicklung der ISL einzurichten.